# (20840) Borishanin
(20840) Borishanin est un astéroïde de la ceinture principale.

## Description
(20840) Borishanin est un astéroïde de la ceinture principale d'astéroïdes. Il fut découvert le 25 octobre 2000 à Socorro (Nouveau-Mexique) par le projet LINEAR. Il présente une orbite caractérisée par un demi-grand axe de 2,58 UA, une excentricité de 0,17 et une inclinaison de 9,1° par rapport à l'écliptique.

## Compléments